# Boulton Paul Sidestrand
Boulton Paul P.29 Sidestrand byl britský dvouplošný bombardér vyvinutý společností Boulton & Paul Ltd. Poprvé vzlétl roku 1926. Ve službě byl v letech 1928–1934. Celkem bylo vyrobeno dvacet letounů tohoto typu. Sloužily pouze u 101. bombardovací perutě RAF. Čtyři byly přestavěny na typ Boulton Paul Overstrand.

## Vývoj

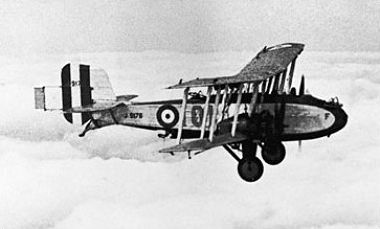
Boulton Paul Sidestrand

V polovině dvacátých let společnost Boulton & Paul Ltd. nebyla v dobré kondici a přežívala díky malým zakázkám na stavbu prototypů. Zaměřovala se na dvouplošné dvoumotorové bombardéry, například prototypy Boulton Paul Bourges a Boulton Paul Bugle. Zlepšení situace společnosti měl přinést typ Sidestrand s celokovovou konstrukcí a aerodynamicky tvarovaným trupem. Vyvinut byl na základě specifikací 9/24, na tří až čtyřmístný střední bombardér pro denní operace. Dva postavené prototypy byly označeny Sidestrand Mk.I. Oba poprvé vzlétly roku 1926. Výrobce získal objednávku na osmnáct sériových letounů.
Roku 1928 byl bombardér přijat do služby. Britské královské letectvo Sidestrandy vyzbrojilo reaktivovanou 101. bombardovací peruť. Sériová výroba dala šest bombardérů Sidestrand Mk.II s motory Bristol Jupiter VI, které byly později přestavěny na verzi Sidestrand Mk.III s motory Bristol Jupiter VIIIF. Doplnilo je ještě dvanáct kusů Mk.III z novovýroby. Přestože letoun byl hodnocen pozitivně, výrobce více zakázek nezískal kvůli ekonomické krizi.
Mezi nedostatky, které se projevily během služby letounu, bylo nechráněné pracoviště předního střelce, kterému silné proudění vzduchu ztěžovalo zaměřování a hrozilo mu i prochladnutí, či omrznutí prstů. Proto byl roku 1932 zahájen vývoj modernizované verze Sidestrand Mk.V, vybavené motoricky poháněnou střeleckou věží v přídi. Vzhledem k množství vylepšení byla tato verze dokončena pod označením Boulton Paul Overstrand. Vylepšené bombardéry Overstrand roku 1934 Sidestrandy nahradily.

## Konstrukce

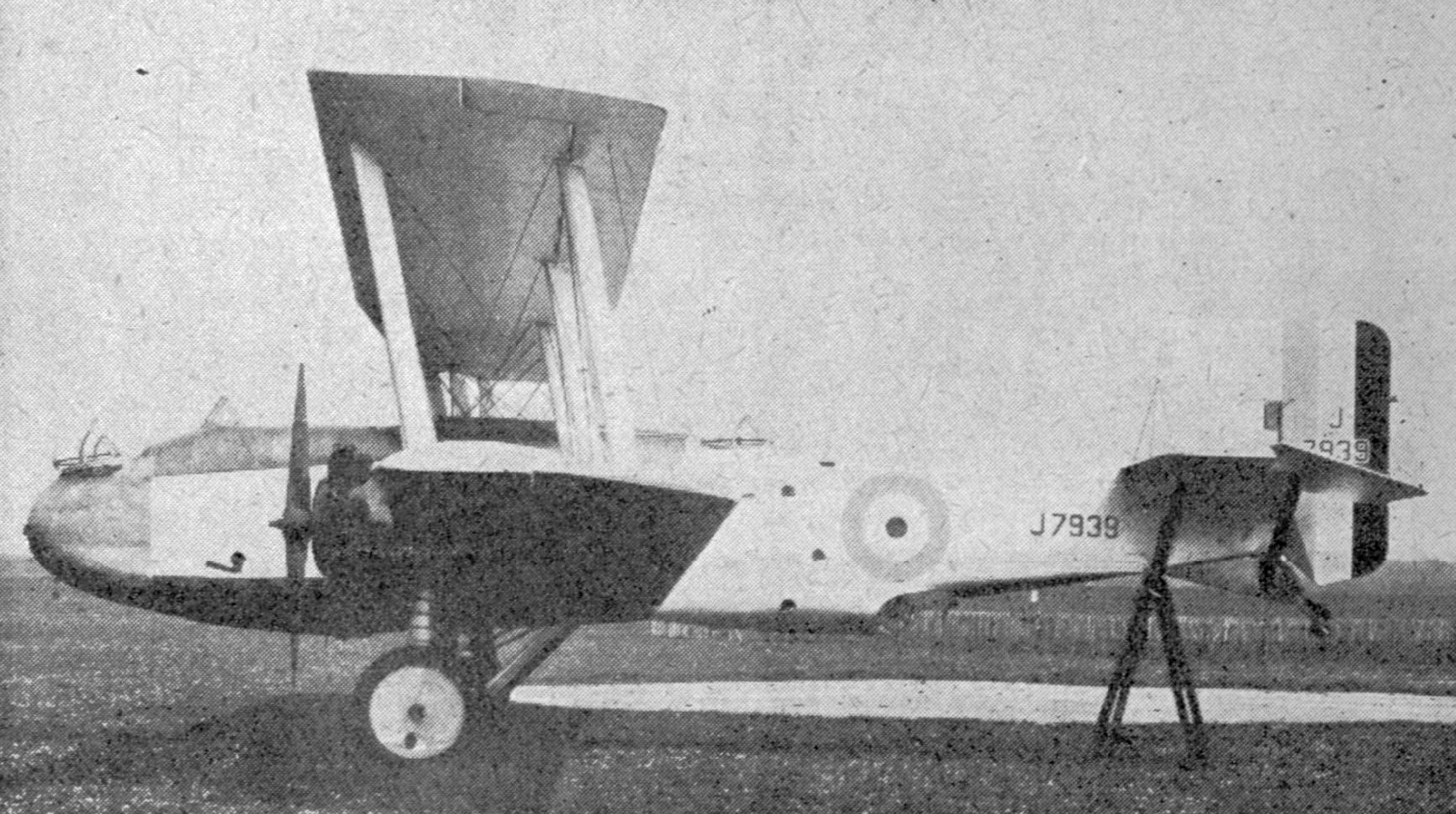
Boulton Paul Sidestrand

Letoun byl celokovový dvoumotorový dvouplošník s pevným záďovým podvozkem. Pilot pracoval v otevřeném kokpitu. Pro svou obranu nesl tři 7,7mm kulomety Lewis umístěné v příďovém, hřbetním a podtrupovém střelišti. Unesl až 476 kg pum. Letoun poháněly dva hvězdicové motory Bristol Jupiter VIIIF.

## Jednotky
- 101. bombardovací peruť RAF

## Verze
- Sidestrand Mk.I – Dva prototypy.
- Sidestrand Mk.II – Vyrobeno šest kusů.
- Sidestrand Mk.III – Vyrobeno dvanáct kusů a dalších šest vzniklo přestavbou verze Mk.II.
- Sidestrand Mk.V – Modernizovaná verze. Přejmenována na Boulton Paul Overstrand. První čtyři vznikly přestavbou Sidestrandů Mk.III.

## Specifikace

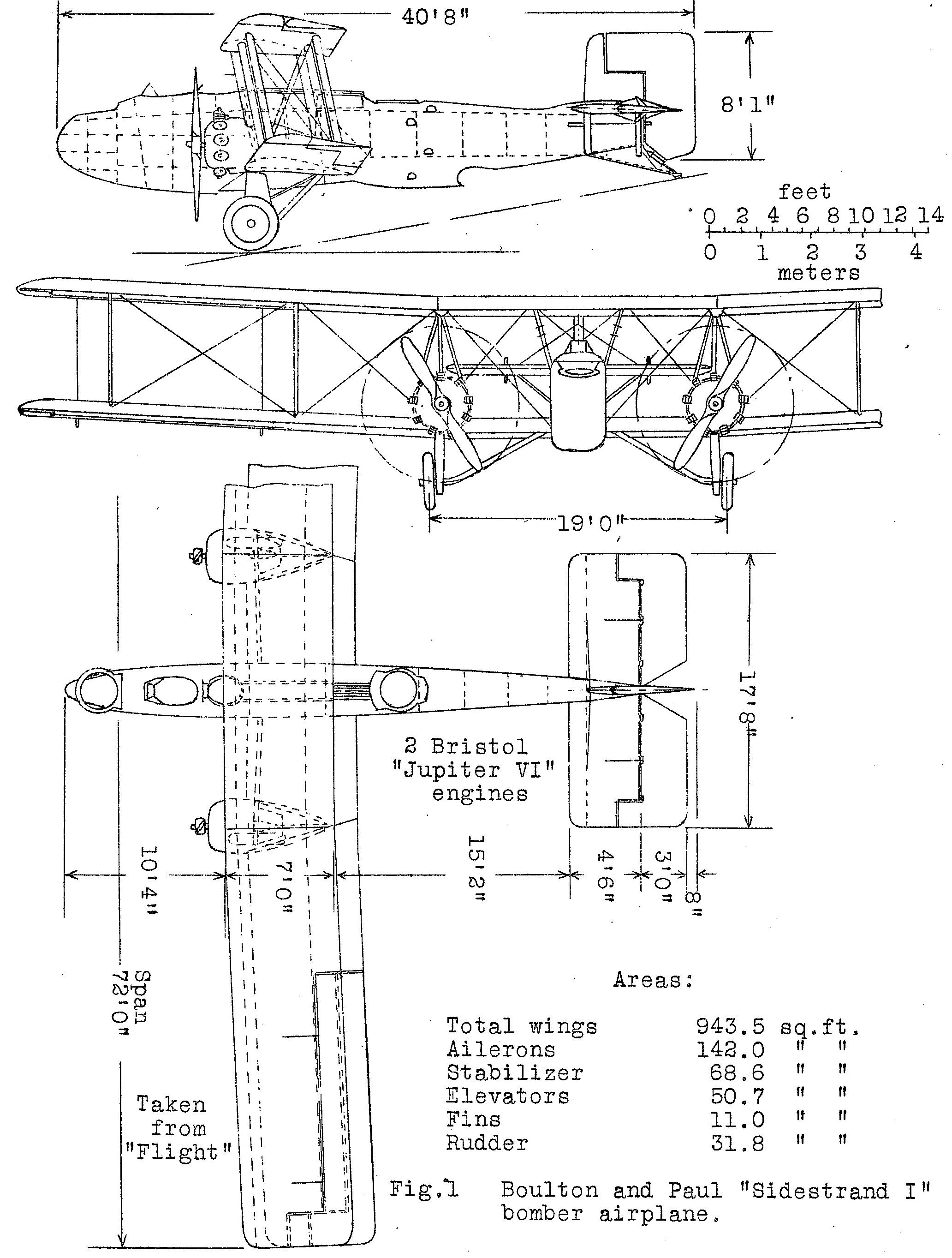
Třípohledový nákres

Údaje podle

### Technické údaje
- Osádka:
- Rozpětí: 21,92 m
- Délka: 14,02 m
- Výška: 	4,52 m
- Nosná plocha: 91,04 m2
- Hmotnost prázdného letounu: 2726 kg
- Vzletová hmotnost: 4627 kg
- Pohonná jednotka: 2× hvězdicový motor Bristol Jupiter VIIIF
- Výkon pohonné jednotky: 343 kW

### Výkony
- Maximální rychlost: 225 km/h
- Dostup: 7315 m
- Dolet: 805 km

### Výzbroj
- 3× 7,7mm kulomet Lewis
- 476 kg pum